# Bahá'í
La fede bahá'í (in persiano بهائي‎) è una religione monoteistica internazionale nata in Iran durante la metà del XIX secolo, i cui membri seguono gli insegnamenti di Bahá'u'lláh (1817-1892), profeta e fondatore che viene da loro considerato una Manifestazione di Dio.
Tale credo sottolinea l'unità reale e spirituale di tutta l'umanità. Tre principi fondamentali stabiliscono la base degli insegnamenti bahá'í, l'unità di Dio (un solo Dio che è la fonte di tutta la creazione), l'unità della religione (tutte le grandi religioni hanno la stessa origine spirituale e provengono dallo stesso Dio) e l'unità dell'umanità (tutti gli uomini sono considerati uguali innanzi a Dio e le diversità culturali e di etnia sono stimate doni meritevoli di stima e accettazione). La fede bahá'í spiega il rapporto dell'uomo e della sua interiorità, nel suo storico e vitale legame con Dio, attraverso il concetto di relatività e progressività della religione, parallelamente a quanto avvenuto e avviene con la scienza, con la quale dev'essere in fertile armonia, conciliando e riconoscendo il contesto prospettico dell'evolvente turbolenta e dinamica storia della civiltà con l'iniziale profilo temporale e geografico del monoteismo, oltre che con le antichissime ere precedenti Abramo e Adamo, concependo il tutto in un correlato ordinamento universale, facente parte di un Piano Divino per consapevolizzare l'uso dei suoi potenziali talenti, e della grandezza inarrivabile della realtà amabile del Creatore, l'umanità.
Il termine più antico "Bahaismo" è ancora talvolta usato come variante, per esempio da alcune enciclopedie, anche se oggigiorno è poco comune e la comunità bahá'í utilizza il termine "Fede bahá'í". In italiano la parola "bahá'í" è usata sia come aggettivo per riferirsi alla fede bahá'í sia come sostantivo riferendosi a un seguace di Bahá'u'lláh. La sua derivazione è dal termine arabo Baháʼ (بهاء), che significa "gloria" o "splendore"; essa mira a promuovere la nobiltà potenziale dello spirito umano verso quello stadio che Iddio ha scelto, e che è preconizzato dalle parole dell'Antico Testamento: "Facciamo l'uomo a nostra immagine, secondo la nostra somiglianza".

## Storia

### Le origini e la nascita
La fede bahá'í nasce in seno al bábismo, movimento sorto a sua volta in seno all'Islam sciita, sorto in Persia nel XIX secolo per opera del Báb, considerato Profeta e precursore della fede bahá'í. Il fondatore della fede bahá'í è invece Bahá'u'lláh (1817-1892), nobile persiano che per quarant'anni soffrì prigionia ed esilio come conseguenza a tale sua missione, ed è considerato dai bahá'í l'ultimo, in ordine di tempo - ma non definitivo - Profeta, Messaggero o Manifestazione di Dio, titolo riservato dai bahá'í a personaggi come Adamo, Abramo, Mosè, Zoroastro, Krishna, Buddha, Gesù, Maometto e il Báb.

### Le prime testimonianze e Bahá'u'lláh
Nel 1844 a Shiraz in Persia un giovane mercante, soprannominato in seguito "il Báb" (in arabo e persiano "la porta"), annunciava l'avvento del "grande educatore universale" tanto atteso in ogni parte del mondo da lunghissimi millenni. Questo Profeta precursore, che dava fastidio all'ambiente clericale islamico, nel 1850 venne martirizzato, settecentocinquanta colpi di fucile sono stati tirati su di lui, ma il Báb non era morto; dopodiché quell'insieme di fucilieri e il loro comandante non vollero ripetere l'esecranda sentenza, che fu purtroppo compiuta da un altro plotone d'esecuzione. Simile sorte venne riservata a moltissimi suoi discepoli. 
Quel martoriato corpo in seguito fu trasportato sul monte Carmelo secondo indicazioni di Bahá'u'lláh, dopo essere rimasto nascosto per più decenni in vari luoghi privati e segreti onde sottrarlo allo scempio dei nemici.

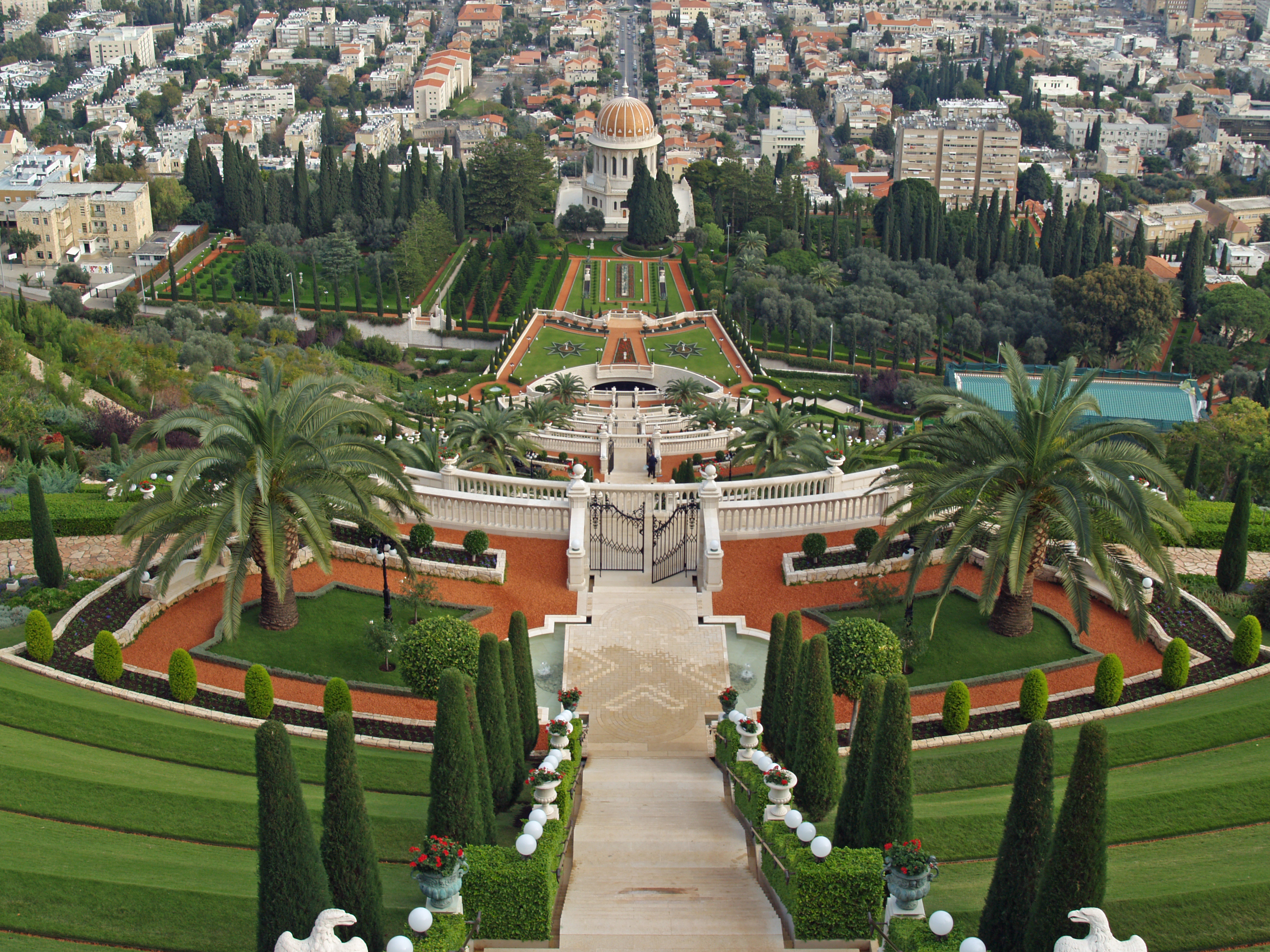
Haifa, mausoleo del Báb, sul monte Carmelo

Nel 1863, un nobile persiano di Teheran sostenitore del Báb, che prese il nome di Bahá'u'lláh (letteralmente "la gloria di Dio") rivelò di essere lui il promesso riformatore del mondo preannunciato dal Báb e da tutti i testi sacri del passato. A causa di ciò fu poi perseguitato, esiliato e imprigionato per quasi quarant'anni con decreti congiunti dei governi persiano e ottomano; morì sempre da esule e prigioniero in Palestina nel 1892.
Il suo corpo riposa ora nella tomba a Bahjí, poco distante da Akká (nell'attuale Israele), perciò non lontano dal monte Carmelo, ed è, per i baha'i, il punto di adorazione a cui si volgono durante alcune loro preghiere specialmente dedicate. A Haifa, città ai piedi del Carmelo, è stato eretto sulle pendici di tale monte il mausoleo del Báb che è uno dei due luoghi sacri più importanti della religione bahá'í. Il sito dove è sepolto Bahá'u'lláh, a Bahjí presso Akka, è considerato l'altro dei due più importanti luoghi sacri della fede baha'i. Alcune sue opere sono Il libro più santo, Il libro della certezza, Le sette valli, Le parole celate.
I bahá'í considerano la congiuntura compresa tra la dichiarazione del Báb nel 1844 e la scomparsa nel 1921 di 'Abdu'l-Bahá, figlio maggiore e designato interprete di Bahá'u'lláh, come l'"età eroica" della fede. Durante tale periodo i primi credenti bahá'í sperimentarono grandi persecuzioni e furono gradualmente poste le fondamenta della fede in Bahá'u'lláh, come Messaggero di Dio per l'epoca moderna, in numerosi Paesi nel mondo.

### Il XX e XXI secolo nell'alternanza evolutiva di crisi, persecuzioni e vittorie
(Bahá'u'lláh, Fuoco e Luce; p. 4)
Nel XX secolo Shoghi Effendi (1897-1957) connotò quel periodo costruttivo come coincidente con l'emergere della Fede bahá'í dall'oscurità, attraverso lo stabilirsi o "maturazione" delle sue istituzioni amministrative, grazie all'espansione del credo baha'i in ogni parte del globo. Shoghi Effendi, interpretando fedelmente gli scritti di Bahá'u'lláh, asserì che nel prosieguo dell'età formativa sarebbe emersa e progredita un'ossessiva e alfine tremenda crisi mondiale tale da indurre popoli e nazioni, sebbene poco coscienti del valore della Fede bahá'í, a ripensare gli ormai vetusti sovranismi nazionali evolvendo quindi un'imparziale e giusta federazione di tutti gli Stati, sotto l'ombra di un governo mondiale espressione di un parlamento scelto dai popoli del mondo, assistito da un tribunale internazionale per dirimere le divergenze o le contese cruente tra le nazioni, ovviando così alla guerra con neutrali, vincolanti e rette sentenze, sorrette in ultima istanza da un costituendo e unico esercito mondiale, con susseguente abolizione degli eserciti nazionali destinati all'inutilità e quindi alla vantaggiosa loro obsolescenza .
Quest'attesa costituzione di unità federale o Commonwealth mondiale delle nazioni, con cessazione della guerra, è definita dai baha'i "pace minore" a cui poi, nei secoli, seguirà una straordinaria età d'oro in cui la Fede bahá'í sarà conosciuta e abbracciata dalla maggioranza delle genti negli Stati del mondo, fattisi profondamente e intimamente federali, che vien detta "pace maggiore", nella quale l'unità mondiale non sarà unicamente collaborativa e armonica ma anche amata da tutti i popoli come parte ed espressione dell'unità Divina risonante nell'unificata civiltà umana, guidata da una mistica, progressiva e vieppiù razionale Religione, che ha trascorso lunghe ere perigliose tra nomi e luoghi diversi, ahimè denominazioni che impropriamente e assurdamente son state spesso antagoniste o guerreggianti, e che finalmente approderanno, come preavvisato nel Vangelo di Giovanni all'importante maturità d'essere come "un solo gregge e un solo Pastore”.
Infatti, essendo Dio Uno, i Suoi Portavoce non possono aver trasmesso e diffuso altro che la Sua sola Volontà e costituire perciò una sola Guida dinamica, commisurata all'attinente fase d'educazione e sviluppo nei talenti umani. 
«Molte cose ho ancora da dirvi, ma per il momento non siete capaci di portarne il peso. Quando però verrà lo Spirito di verità, egli vi guiderà alla verità tutta intera, perché non parlerà da sé, ma dirà tutto ciò che avrà udito e vi annunzierà le cose future. Egli mi glorificherà, perché prenderà del mio e ve l'annunzierà» (Giov. 16, 12-14).

### Persecuzione dei bahá'í da parte della Repubblica Islamica dell'Iran
Nel XX secolo le persecuzioni nei confronti dei bahá'í in Iran hanno avuto alterne vicende con periodi di minore intensità e periodi di recrudescenza, con una fase di relativa pace sotto il regime laico dello scià Mohammad Reza Pahlavi, e si sono particolarmente accentuate con la Rivoluzione iraniana del 1978-1979. Nel 1983 la persecuzione da parte del regime Khomeinista portò allo smembramento della Comunità bahá'í di Shiraz, con l'esecuzione di numerose condanne a morte per apostasia. Tra le vittime di questa recrudescenza il 18 giugno 1983 furono impiccate dieci donne, tre delle quali non avevano ancora compiuto i vent'anni. 
Questi i nomi delle donne portate al patibolo: Mona Mahmudnizhad, Shahin (Shirin) Dalvand, Ruya Ishraqi, Izzat Ishraqi (Janami), Simin Sabiri, Mahshid Nirumand, Zarrin Muqimi-Abyanih, Tahirih Siyavushi, Nusrat Yalda'i e Akhtar Thabit. Precedentemente era stata fucilata Jinous Nemat Mahmoudi.
Il solo crimine di queste donne fu la loro fede in Dio secondo gli insegnamenti riportati da Bahá'u'lláh. Queste dieci donne sono ricordate come "le martiri di Shiraz" o gli "angeli di Shiraz". Prima del loro martirio, queste giovani Credenti bahá'í iraniane resistettero per diversi mesi ad ogni forma di abuso, a spietati interrogatori, e alla tortura nel tentativo, sia dei giudici islamici, come dei guardiani della rivoluzione, di far loro abiurare la Fede bahá'í.
Il 18 giugno del 1983 furono impiccate ad una ad una, costringendo ognuna di loro ad assistere all'impiccagione delle altre compagne. L'ultima a morire, per sua esplicita richiesta e dopo aver assistito e rinfrancato le compagne, fu Moná Mahmudnizdah. Quando arrivò il turno della sua esecuzione, non potendo far altro, baciò la corda e pose senza alcun ripensamento e da sola il nodo scorsoio intorno al collo.
Il 1º agosto 2013 la Guida Suprema iraniana, l'Ayatollah Ali Khamenei, ha emesso una sua fatwā che colpisce la maggior minoranza religiosa del Paese che sono i baha'i, condannando gli appartenenti a tale credo per apostasia, ciò malgrado in Iran una sessantina di baha'i fossero allora in carcere con l'accusa di aver commesso reati di opinione. La fatwa della guida spirituale iraniana invita gli iraniani a evitare i contatti con i bahá'í e il sito web dell'agenzia Tasnim, riferisce che Khamenei li considera “anormali e sviati”. Molti sono accusati di "sionismo" per il solo fatto che la sede centrale dei Bahá'í si trova in Israele, anche se dal periodo dell'Impero ottomano.

## L'organizzazione

Simbolo bahá'í della connessione tra Dio e l'umanità attraverso le Sue Manifestazioni

La comunità mondiale bahá'í è organizzata con una rete di consigli locali, nazionali e internazionali. Ha un unico sistema di amministrazione globale, con consigli governativi elettivi in più di diciottomila località. Riconosciuta dall'ONU come organizzazione internazionale, la sede centrale è a Haifa (Israele) sulle falde del monte Carmelo dove risiede la Casa Universale di Giustizia che è un consiglio formato da nove credenti, eletti ogni cinque anni, con elezioni a scrutinio segreto e senza candidatura né propaganda da una convenzione internazionale composta dai membri, allora in carica, di tutte le assemblee nazionali bahá'í del mondo, a loro volta elette annualmente nelle rispettive nazioni con metodo analogo, cioè senza candidatura né propaganda, da tutti i Credenti maggiorenni delle relative nazioni. La religione bahá'í ha resistito con successo all'impulso di frazionarsi in sette, mantenendo la sua unità a dispetto di una storia turbolenta quanto quella di altre religioni dell'antichità, grazie alle linee guida del Centro del Patto bahá'í che, dopo il Fondatore, l'Interprete e il Custode della Fede, attualmente è la Casa Universale di Giustizia.
I bahá'í hanno avviato numerosi progetti di sviluppo economico e sociale in varie parti del mondo.
Non c'è alcun clero nella religione e i credenti sono invitati a discernere e ragionare ognuno con la testa, gli occhi, le orecchie e il cuore, dell'equità e della giustizia. I fedeli sono soliti accogliere nelle loro abitazioni altri fedeli per le feste sacre; tuttavia esistono dei templi che si trovano in Germania, India, Panama, Samoa, Australia, Uganda, Illinois, Cile, Colombia e Cambogia oltre al complesso del Centro mondiale bahá'í a Haifa, in Israele. La contribuzione ai fondi bahá'í, per la costruzione e gestione delle strutture e delle molte attività baha'i, è concessa unicamente agli aderenti dichiarati della fede bahá'í e quindi non sono accettati fondi dai non aderenti.

## La dottrina religiosa
Il principio fondamentale della fede bahá'í è quello della rivelazione religiosa progressiva. Il messaggio essenziale di Bahá'u'lláh è quello dell'unità: c'è un unico Dio Eterno e direttamente inconoscibile, che gradualmente ha rivelato e rivelerà all'umanità il Suo Verbo tramite i vari Messaggeri divini. Tutte le religioni sono viste come stadi correlati alla rivelazione della volontà e degli scopi di Dio. Per questo motivo, anche se la religione bahá'í non viene solitamente citata tra le religioni abramitiche, essa però ne riconosce e onora tutti i protagonisti. La Rivelazione divina è considerata un processo ininterrotto e progressivo; tutte le grandi religioni del mondo hanno perciò, secondo tale visione, origine divina, i loro insegnamenti sono sfaccettature di un'unica verità e, nell'ottica bahá'í, hanno risposto alle esigenze umane del loro periodo storico e geografico di Rivelazione.
La Fede bahá'í afferma quindi che esiste un solo Dio e che esiste una sola religione che percorre la storia. Tutte le manifestazioni di Dio fanno parte dell'identica catena di Rivelazione divina e sono state inviate sulla Terra per educare filogeneticamente l'umanità. I suoi credenti considerano la vita di Bahá'u'lláh, le sue opere e la sua influenza pari a quelle delle altre Manifestazioni di Dio, come per esempio Abramo, Krishna, Mosè, Zoroastro, Buddha, Cristo e Maometto. I bahá'í considerano il loro iniziatore, nella catena logicamente progressiva dei Messaggeri divini, il più recente.
Lo scopo ultimo della religione bahá'í è l'unità del genere umano e la pace universale. Dice Bahá'u'lláh in un suo scritto: "La Terra è un solo paese e l'umanità i suoi cittadini". La fede bahá'í tende all'instaurazione di una comunità mondiale in cui tutte le religioni, etnie, credenze e classi si uniscano, non obliando tuttavia la loro peculiare genesi storica e diversità. Secondo Bahá'u'lláh una società globale per poter fiorire deve basarsi su alcuni principi fondamentali, che includono: la libera indipendente ricerca della verità, l'eliminazione di tutte le forme di pregiudizio; piena parità di diritti e doveri tra uomo e donna; riconoscimento dell'apporto storico di ogni passata civiltà, progressività e unità essenziale delle grandi religioni mondiali; unicità di Dio; eliminazione degli estremi di povertà e ricchezza; adeguata istruzione universale e obbligatoria; armonia tra religione e scienza; consultazione, come metodo usuale, per la soluzione dei problemi; glorificazione della giustizia come principio adatto a governare l'umana società; compartecipazione degli operai agli utili dell'azienda.

Le risorse del sottosuolo vanno e andranno considerate come patrimonio comune dell'umanità intera, in un equilibrio sostenibile tra natura e tecnologia; una sola lingua ausiliaria universale e una moneta unica mondiale oltre allo stabilirsi di un sistema legale federativo mondiale, che conduca al benessere e alla sicurezza collettiva di tutti i popoli e tutte le nazioni.

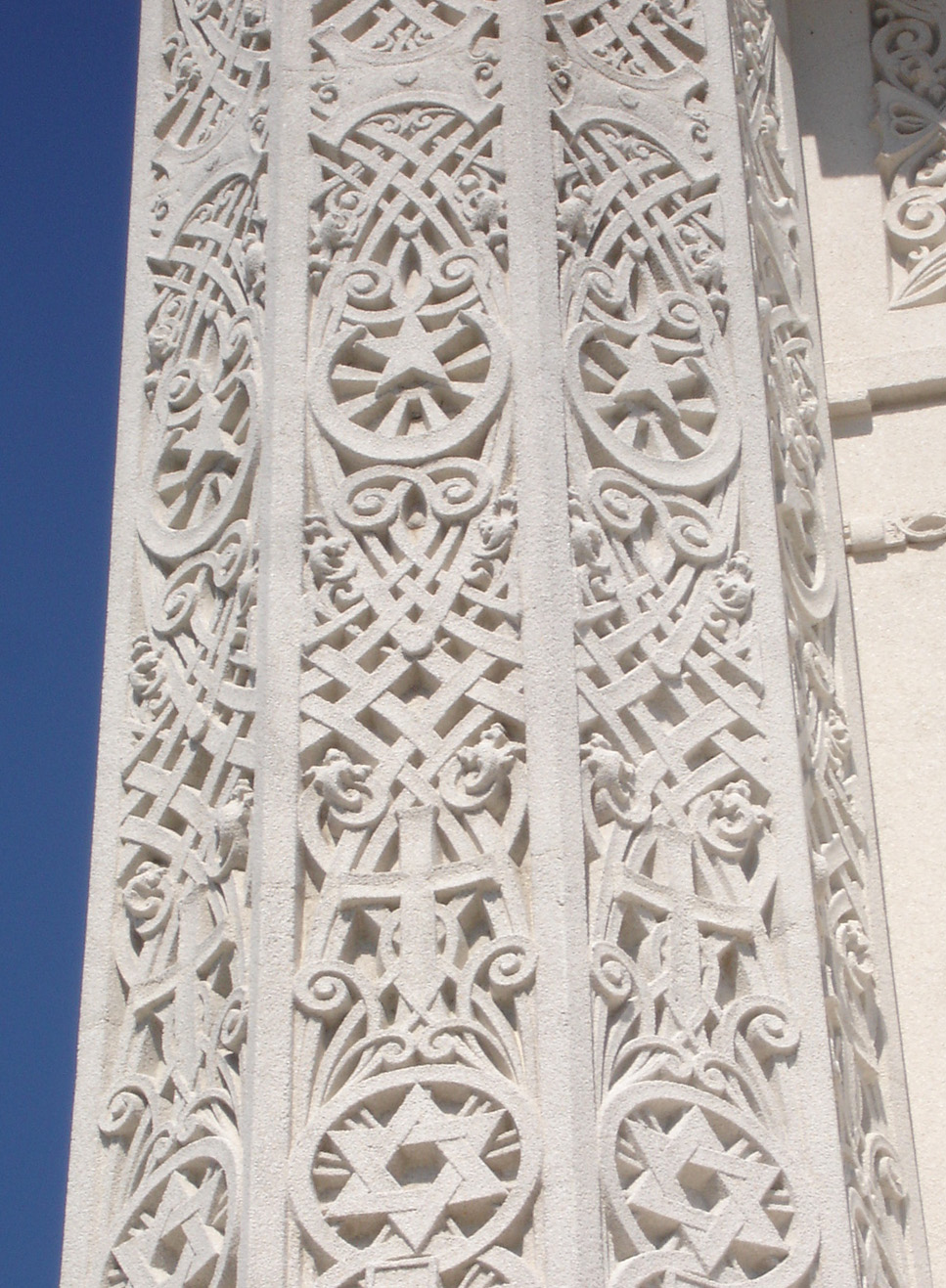
Vari simboli religiosi presenti sulla colonna di un tempio bahá'í, che sintetizzano l'unità della religione, propugnata dalla fede bahá'í

## Lo stile di vita
Preghiera e meditazione personale, coinvolgimento in attività volte alla pace mondiale e al rispetto dei diritti dell'uomo. Digiuno da cibi solidi e liquidi annuale di diciannove giorni dall'alba al tramonto tra il 2 e il 20 marzo, a differenza dei musulmani che lo fanno per tutto il mese di Ramadan. Astinenza totale da alcol e droghe alteranti e intossicanti il sistema nervoso centrale; salvo prescrizione medica e con scopi strettamente terapeutici. Astensione dall'attivismo partitico e dalla semplice iscrizione a partiti (in quanto la fede bahá'í racchiude in sé un insieme di ideali propedeutici a una nascente, pacifica politica universale) con rispetto comunque per i governanti e obbedienza alle leggi in vigore nel Paese di residenza tranne nel caso di richiesta di abiura della fede – caso non ipotetico poiché in taluno Stato islamico ciò viene richiesto ai bahá'í anche sotto minaccia di pena capitale; minaccia incombente tuttora in Iran, dove si vuole introdurre la pena di morte per apostasia (da notare che i bahá'í considerano Muhammad sullo stesso piano del fondatore della loro fede). Unità nella diversità. Lavoro non visto solo come fonte di mero guadagno, ma anche come atto di culto, se fatto in spirito di servizio all'umanità. Introduzione di un nuovo calendario solare (calendario Badì), composto da diciannove mesi, di diciannove giorni ciascuno, cui si aggiungono (di volta in volta, a seconda se l'anno è bisestile o meno) quattro o cinque giorni, definiti "giorni intercalari".
Apporto alla vita comunitaria attraverso le feste del diciannovesimo giorno (in concomitanza con l'inizio di ogni nuovo mese bahá'í) e alla democrazia consiliare elettiva interna attraverso le elezioni annuali dell'assemblea spirituale locale (a suffragio universale, per i maggiori di 18 anni, totalmente senza campagne pubblicitarie; in quanto dovrebbero essere scelte ed elette persone con qualità morali, intellettuali e spirituali che siano intimamente e praticamente vissute e non sbandierate per secondi fini), istituzione che guida le comunità locali in ogni località che presenti almeno nove bahá'í adulti. Ne consegue l'inesistenza tra i bahá'í di qualsiasi forma di clero professionale. La fede bahá'í attribuisce molta importanza all'eccellenza e all'uso positivo dei talenti umani sia nelle scienze sia nell'arte e nell'artigianato, anche il più semplice, e prevede un grande futuro per l'agricoltura che dovrà essere favorita sia nelle piccole proprietà come nelle forme di società o cooperative agricole, scoraggiando però l'accumulo di eccessive ricchezze o monopoli in mano a pochi, tutelando così i bisogni essenziali delle masse, sostenendo tuttavia l'importanza dell'esercizio di un'onesta meritocrazia. Uno dei principi portanti, negli insegnamenti della religione bahá'í, è quello di una stabile ricerca veritiera personale libera e indipendente, utilizzando la consultazione, ma è espressamente vietata ogni forma di proselitismo.
Essa considera il vegetarianismo e l'uso di cibi semplici come possibile scelta di alimentazione ideale per l'uomo del futuro.

## Le visioni politiche
Secondo la prospettiva offerta dagli Scritti Sacri, solo dei retti insegnamenti e delle giuste istituzioni potranno e sapranno far nascere una paritaria e armonica fratellanza su cui basare la sicurezza collettiva. È arrivato il tempo in cui le nazioni coltivino e abbiano il salvifico beneficio di collaborare all'unità del genere umano e della pace internazionale.
Il problema spirituale centrale che sfida ogni persona, dice Bahá'u'lláh, di qualsivoglia nazione, religione o origine etnica, è la costruzione delle fondamenta di una società globale che rispecchi l'unità della natura umana. L'unificazione degli abitanti della terra non è né remota visione utopistica né, alla fin fine, una questione di scelta. É il prossimo, ineludibile stadio del processo dell'evoluzione sociale, uno stadio verso il quale ci spingono tutte le nostre esperienze del passato e del presente. Finché questo problema non sarà riconosciuto e risolto, nessuno dei malanni che affliggono il pianeta troverà una risoluzione, perché le grandi sfide dell'era in cui siamo entrati non sono particolari o regionali, ma globali e universali.
Dal punto di vista politico, si contempla la formazione di un sistema glocalizzato (le istituzioni locali, nazionali e internazionali, dovranno considerare un traguardo unico, cioè la sicurezza collettiva e il benessere di tutta l'umanità) con organi consultivi perenni tra i popoli del mondo su base legale internazionale. Tra gli organi sociali superiori, da costituire o da perfezionare, figurano un comune apparato legislativo, un tribunale internazionale e un organo esecutivo internazionale abilitato ad attuare le decisioni degli altri due organi (quello legislativo e quello giudiziario). Insieme con l'adozione di questi tre validi organi internazionali, dovranno essere adottati pertanto anche:
- un Commonwealth paritario di tutte le Nazioni[66][67]
- un sistema monetario comune;
- una lingua ausiliaria comune;
- l'istruzione universale obbligatoria;
- l'arbitrato internazionale;
- un solo esercito mondiale a salvaguardia della pace[68];
- la compartecipazione dei lavoratori agli utili dell'azienda in cui operano;
- un sistema uniforme e universale di pesi e di misure;
- delle soluzioni spirituali per i problemi economici[69].
- una scrittura mondiale e una letteratura mondiale.

Questo nuovo costituendo e pacificato ordine mondiale dove la scienza e la religione siano riconciliate, e dove la libertà personale e l'iniziativa degli individui siano pienamente garantiti, darà vita a un sistema informativo o mass mediatico trasparente, non più manipolato da interessi speciali, pubblici o privati, e l'informazione sarà liberata anche dall'influenza di popoli e governi contendenti.
‘Abdu’l-Bahá, in un discorso negli Stati Uniti del 12 maggio 1912 così rievocava degli insegnamenti di Bahá’u’lláh, all'Incontro del Forum internazionale per la pace, tenuto nella Chiesa metodista episcopale della Grazia - New York, West 104th Street:
"Bahá’u’lláh ha proclamato la Più Grande Pace e l'arbitrato internazionale. Ha enunciato questi principi in numerose Epistole che sono state divulgate in tutto l'Oriente. Ha scritto a tutti i re e governanti, incoraggiandoli, consigliandoli e ammonendoli perché instaurassero la pace, evidenziando tramite prove inconfutabili che solo il disarmo e l'arbitrato possono assicurare la felicità e la gloria dell'umanità. Questo avvenne circa cinquant'anni fa. Siccome aveva promulgato il messaggio della pace universale e dell'accordo internazionale, i re dell'Oriente insorsero contro di Lui, non avendo trovato che i Suoi ammonimenti e i Suoi insegnamenti promuovessero i loro vantaggi personali e nazionali. Lo perseguitarono duramente, Gli inflissero ogni tipo di tormento, Lo imprigionarono ..." 
(La Promulgazione della Pace Universale pag. 132, § 9)

## I testi sacri
Tra le sacre scritture della Fede bahá'í spicca il Kitáb-i-Aqdas ("il Libro più Santo"), scritto dal fondatore della religione: Bahá'u'lláh. Fu completato a San Giovanni d'Acri attorno al 1873 anche se alcune sue parti erano state scritte precedentemente. Attorno al 1891 si ebbe la pubblicazione stampata del testo originale in arabo a Mumbai.
Altro testo fondamentale della fede bahá'í è Kitáb-i-Íqán ("il Libro della Certezza"), scritto da Bahá'u'lláh, parte in lingua persiana e parte in lingua araba, nel 1861 durante il suo esilio a Baghdad, allora provincia dell'Impero ottomano. Importanti sono anche Le Parole Celate, Gemme di misteri divini, Le sette valli e le quattro valli, L'epistola al figlio del lupo. Esistono poi numerose compilazioni di scritti di Bahá'u'lláh, come per esempio: La proclamazione di Bahá'u'lláh ai re e ai governanti del mondo, Gli inviti del Signore degli Eserciti, Preghiere e meditazioni, Tavole di Bahá'u'lláh, Il tabernacolo dell’unità, I giorni del ricordo, Spigolature dagli Scritti di Bahá’u’lláh; più molti suoi Scritti che sono ancora nelle lingue originali: arabo e persiano. - Inoltre vi sono i molti Testi esplicativi di 'Abdu'l-Bahá.
Fin dal 1875 'Abdu'l-Bahá, con un suo scritto, esorta i governanti a una graduale metamorfosi cioè alla cosiddetta "Unione delle Nazioni e alla Pace Universale":
In un discorso del 27 agosto 1912 - tenuto al Club metafisico di Boston, Massachusetts - 'Abdu'l-Bahá aggiunge:

## Diffusione nel mondo e prospettive
Secondo il Custode della Fede bahá’í, l'espansione della Comunità bahá’í promuove un campionario dell'intera razza umana ed è un prototipo d'armonia nella diversità che può: “... presentare al mondo lo spettacolo unico di un Commonwealth di popoli, mondiale nelle sue ramificazioni, unito nei suoi intenti, coordinato nei suoi sforzi e animato da uno zelo e da un entusiasmo che nessuna avversità, per quanto grande, potrà spegnere.”
"Non saremo noi, testimoni viventi della potenza soggiogatrice della sua Fede, a dubitare, neppure per un istante, e per quanto nera sia la miseria che avviluppa ora il mondo, del fatto che Bahá'u'lláh possa forgiare, col maglio del suo volere e col fuoco della tribolazione, sull'incudine di quest'era travagliata e nella forma particolare che la Sua mente ha ideato, i frammenti sparsi e reciprocamente distruttivi in cui questo mondo perverso si è diviso, in una sola singola unità, solida e indivisibile, capace di eseguire il Suo disegno per i figli degli uomini.
Abbiamo invece il dovere, per quanto confusa la scena, per quanto cupo lo spettacolo attuale, per quanto limitate le risorse di cui disponiamo, di lavorare con serenità, fiducia e assiduità per offrire la nostra parte di aiuto, in qualsiasi modo le circostanze ce lo permettano, alle forze che, schierate e dirette da Bahá'u'lláh, guidano l'umanità oltre la valle della miseria e della vergogna verso le somme vette della potenza e della gloria."
La religione bahá'í nel 2020 secondo alcune statistiche contava circa 5 milioni di fedeli (tale dato o similare era presente già in statistiche del 1990), mentre secondo un'altra fonte i fedeli erano 7 milioni nel 2005.

### Italia
La fede bahá'í in Italia è presente dagli inizi del XX secolo per opera di credenti statunitensi i quali, diretti in Terra santa da 'Abdu'l-Bahá, soggiornavano nel Bel Paese.

### Kiribati
Oltre che in altri circa duecento Stati, la fede baha'i è presente dagli anni cinquanta del Novecento anche in tale Repubblica insulare, situata nel Pacifico centrale, per opera di fedeli panamensi che hanno soggiornato ad Abaiang.